# 1996 год в истории железнодорожного транспорта
1996 год в истории железнодорожного транспорта

## События
- 8 января — в Бангладеш близ города Чандпур произошло столкновение двух пассажирских поездов. Погибли 50 человек, травмы получили порядка 200 человек[1].
- 13 марта — открыто движение поездов по новой международной линии Мешхед — Серахс — Теджен общей протяжённостью 320 км.
- В 1996 году тепловозный парк МПС России пополнился лишь двумя магистральными локомотивами, а закупки маневровых тепловозов прекратились вплоть до 2000 года.
- Вследствие сокращения объёма перевозок и невостребованности группового рефрижераторного подвижного состава образовался избыток секций до 9 тыс. вагонов при остром недостатке одиночных вагонов. Коллегия МПС постановлением от 28 февраля 1996 года и указанием МПС от 28 марта 1996 г. № С-2570 приняла решение привести парк изотермических вагонов в соответствие с предстоящим объёмом перевозимых грузов[2].
- 4 сентября 1996 приказом МПС РФ было окончательно закрыто движение по линии Южно-Сахалинск -- Холмск (перегон Новодеревенская - Чертов мост). Линия практически сразу была уничтожена сборщиками металлолома).

## Новый подвижной состав
- В Германии на заводах Maschinenbau Kiel освоен выпуск тепловозов серии NSB Di 6.